# Vollsacksmühle
Vollsacksmühle, niedersorbisch Vollsackowy Młyn, ist ein zum Ortsteil Werchow gehörender Wohnplatz der Stadt Calau im Landkreis Oberspreewald-Lausitz in Brandenburg. Der Ort gehört zum amtlichen Siedlungsgebiet der Sorben/Wenden in Brandenburg.

## Lage
Vollsacksmühle liegt in der Niederlausitz, unmittelbar südwestlich von Calau und 25 Kilometer Luftlinie westlich der Stadt Cottbus. Umliegende Orte sind Altnau im Nordosten, Plieskendorf im Südosten, Werchow im Süden und Calau im Nordwesten. Im Norden von Vollsacksmühle bildet die Riesno die Gemarkungsgrenze zwischen Calau und Werchow. Des Weiteren liegt der Ort am Göritzer Fließ.

## Geschichte
Die Vollsacksmühle ist bereits im Schmettauschen Kartenwerk von 1767/1787 erwähnt, war aber bereits 1742 im Besitz des Stadtrichters von Calau, Johann Christian Vollsack. Die ehemalige Wassermühle des Rittergutes Werchow ist nach dem ehemaligen Calauer Bürgermeister Christian Vollsack benannt und 1757 als Vollsacks Mühle bezeichnet. Die Siedlung gehörte zunächst zum Kurfürstentum Sachsen, das im Jahr 1806 zu einem Königreich erhoben wurde. Im Zuge der auf dem Wiener Kongress beschlossenen Teilung des Königreiches Sachsen kam Vollsacksmühle schließlich an das Königreich Preußen und gehörte dort zum Regierungsbezirk Frankfurt in der Provinz Brandenburg. Bei der Gebietsreform im Jahr 1816 wurde die Landgemeinde Werchow dem Landkreis Calau zugeordnet. Zwei Jahre später lebten dort sechs Personen, die eine Feuerstelle (=Haushalt) betrieben. Im Jahr 1840 waren es sieben Personen und zwei Wohngebäude. Laut der Topografisch-statistischen Übersicht des Regierungsbezirks Frankfurt aus dem Jahr 1844 hatte Vollsacksmühle zwei Wohngebäude und sieben Einwohner. 1864 gab es nur noch ein Gehöft, die Einwohnerzahl war jedoch auf 17 angestiegen. Bei der Volkszählung am 1. Dezember 1871 wurden in Vollsacksmühle wieder zwei Gebäude erfasst, insgesamt hatte der Ort 21 Einwohner. Zu Anfang des 20. Jahrhunderts gehörten zur Ortschaft Vollsacksmühle neben der eigentlichen Mühle noch ein Bauerngut und zwei Ziegeleien. Nach dem Ende des Zweiten Weltkrieges gehörte die Vollsacksmühle zur Sowjetischen Besatzungszone und ab 1949 zur DDR. Der Landkreis Calau wurde 1950 in Landkreis Senftenberg umbenannt und zur DDR-Kreisreform am 25. Juli 1952 aufgelöst, die Gemeinde Werchow wurde dem Kreis Calau im Bezirk Cottbus zugeordnet.
Nach der Wiedervereinigung gehörte Vollsacksmühle erst zum Landkreis Calau in Brandenburg, der am 6. Dezember 1993 im neuen Landkreis Oberspreewald-Lausitz aufging. Die Gemeinde Werchow wurde am 26. Oktober 2003 aufgelöst und nach Calau eingemeindet. Seit Ende des 20. Jahrhunderts entstand in Vollsacksmühle ein Neubaugebiet, sodass der Ort heute baulich mit Calau verbunden ist.